# Rejon dzierżyński (Białoruś)
Rejon dzierżyński (daw. rejon kojdanowski, biał. Дзяржынскі раён) – rejon w centralnej Białorusi, w obwodzie mińskim. Nazwa wzięła się od miasta Dzierżyńsk, zaś nazwa miasta od Feliksa Dzierżyńskiego.

## Podział administracyjny
W skład rejonu wchodzą miasta Dzierżyńsk (Kojdanów) i Fanipol oraz 8 następujących sielsowietów:
- Borowa
- Demidowicze
- Dobryniewo
- Dzierżyńsk
- Fanipol
- Niehorele
- Putczyna
- Stańków.